# Best of The Beach Boys Vol. 2
Best of The Beach Boys Vol. 2 è il secondo consecutivo album compilation raccolta dei successi dei The Beach Boys pubblicato nel 1967 dalla Capitol Records. L'album venne immesso sul mercato poco tempo dopo l'annuncio da parte di Brian Wilson della cancellazione definitiva di SMiLE, l'album sul quale la band stava lavorando da più di un anno.

## Il disco
Pubblicato durante un periodo difficile della carriera del gruppo, questo secondo album di vecchi successi in poco più di un anno, non fece altro che confermare l'idea che critica e pubblico si erano fatti circa le reali ambizioni di crescita artistica dei Beach Boys, che non sembravano proprio in grado di competere con la nuova ondata di musica psichedelica portata avanti dai Beatles con il loro Sgt. Pepper's Lonely Hearts Club Band e da Jimi Hendrix con Are You Experienced.
Best of The Beach Boys Vol. 2 (Capitol (D) 2706) raggiunse la posizione numero 50 negli Stati Uniti durante una permanenza di 22 settimane in classifica. In Gran Bretagna, l'album, pubblicato con una diversa scaletta dei brani, raggiunse il 3º posto in classifica.
Anche se la compilation include classici dei Beach Boys come I Get Around, California Girls, Let Him Run Wild, e Please Let Me Wonder, all'epoca della pubblicazione dell'album queste canzoni furono considerate vecchie se rapportate al nascente movimento psichedelico, e come risultato Best of The Beach Boys Vol. 2 fece inizialmente fiasco nelle classifiche statunitensi, raggiungendo solo il 50º posto. Il fatto che Smile fosse stato cancellato solo due mesi prima, significava che il gruppo era a corto di nuovo materiale da pubblicare in tempo per la "Summer of Love". Altro passo falso fu la mancata partecipazione dei Beach Boys al Monterey International Pop Festival, che avevano aiutato ad organizzare, dove avrebbero dovuto essere il gruppo di punta e presentarsi come band dai contenuti "più maturi" e al passo con i tempi.
In Gran Bretagna, la compilation venne pubblicata in versione differente a fine 1967, riscuotendo un notevole successo di pubblico.
Come il suo predecessore, anche Best of The Beach Boys Vol. 2 è attualmente fuori catalogo.

## Tracce
1. Barbara Ann (Fred Fassert) – 2:11
2. When I Grow Up (Brian Wilson/Mike Love) – 2:01
3. Long, Tall Texan (Henry Strezlecki) – 2:30
4. Please Let Me Wonder (Wilson/Love) – 2:45
5. 409 (Wilson/Love/Gary Usher) – 1:59
6. Let Him Run Wild (Wilson/Love) – 2:20
7. Don't Worry Baby (Wilson/Roger Christian) – 2:47
8. Surfin' Safari (Wilson/Love) – 2:05
9. Little Saint Nick (Wilson/Love) – 1:59
10. California Girls (Wilson/Love) – 2:38
11. Help Me, Rhonda (Wilson/Love) – 2:46
12. I Get Around (Wilson/Love) – 2:12

- Please Let Me Wonder e Little Saint Nick non appaiono nella versione in cassetta del disco.

## Versione UK
La versione britannica di Best of The Beach Boys Vol. 2 venne pubblicata a metà 1967 con l'aggiunta di due canzoni in più rispetto alla sua controparte statunitense.

### Tracce versione UK
1. Surfer Girl – 2:26
2. Don't Worry Baby – 2:51
3. Wendy – 2:22
4. When I Grow Up (To Be A Man) – 2:02
5. Good to My Baby – 2:16
6. Dance, Dance, Dance – 1:58
7. Then I Kissed Her – 2:15
8. The Girl from New York City – 1:53
9. Girl Don't Tell Me – 2:19
10. The Little Girl I Once Knew – 2:36
11. Mountain of Love – 2:47
12. Here Today – 2:52
13. Wouldn't It Be Nice – 2:22
14. Good Vibrations – 3:35